# Anything Could Happen
Anything Could Happen è un singolo della cantante inglese Ellie Goulding, pubblicato nel 2012 ed estratto dal suo album Halcyon.
La canzone è stata scritta da Ellie Goulding insieme a Jim Eliot (Kish Mauve).

## Video musicale
Il videoclip della canzone è stato diretto da Floria Sigismondi e girato in California. Esso è stato pubblicato il 5 settembre 2012.

## Tracce
Download digitale
1. Anything Could Happen – 4:46

## Classifiche
| Classifica (2012) | Posizione massima |
| ----------------- | ----------------- |
| Regno Unito       | 5                 |